# Cândido de Abreu
Cândido de Abreu is een gemeente in de Braziliaanse deelstaat Paraná. De gemeente telt 18.100 inwoners (schatting 2009).

## Aangrenzende gemeenten
De gemeente grenst aan Ariranha do Ivaí, Boa Ventura de São Roque, Ivaí, Manoel Ribas, Pitanga, Prudentópolis, Reserva, Rio Branco do Ivaí, Rosário do Ivaí en Turvo.

## Verkeer en vervoer
De plaats ligt aan de wegen BR-487 en PR-535.